# Punta Murphy

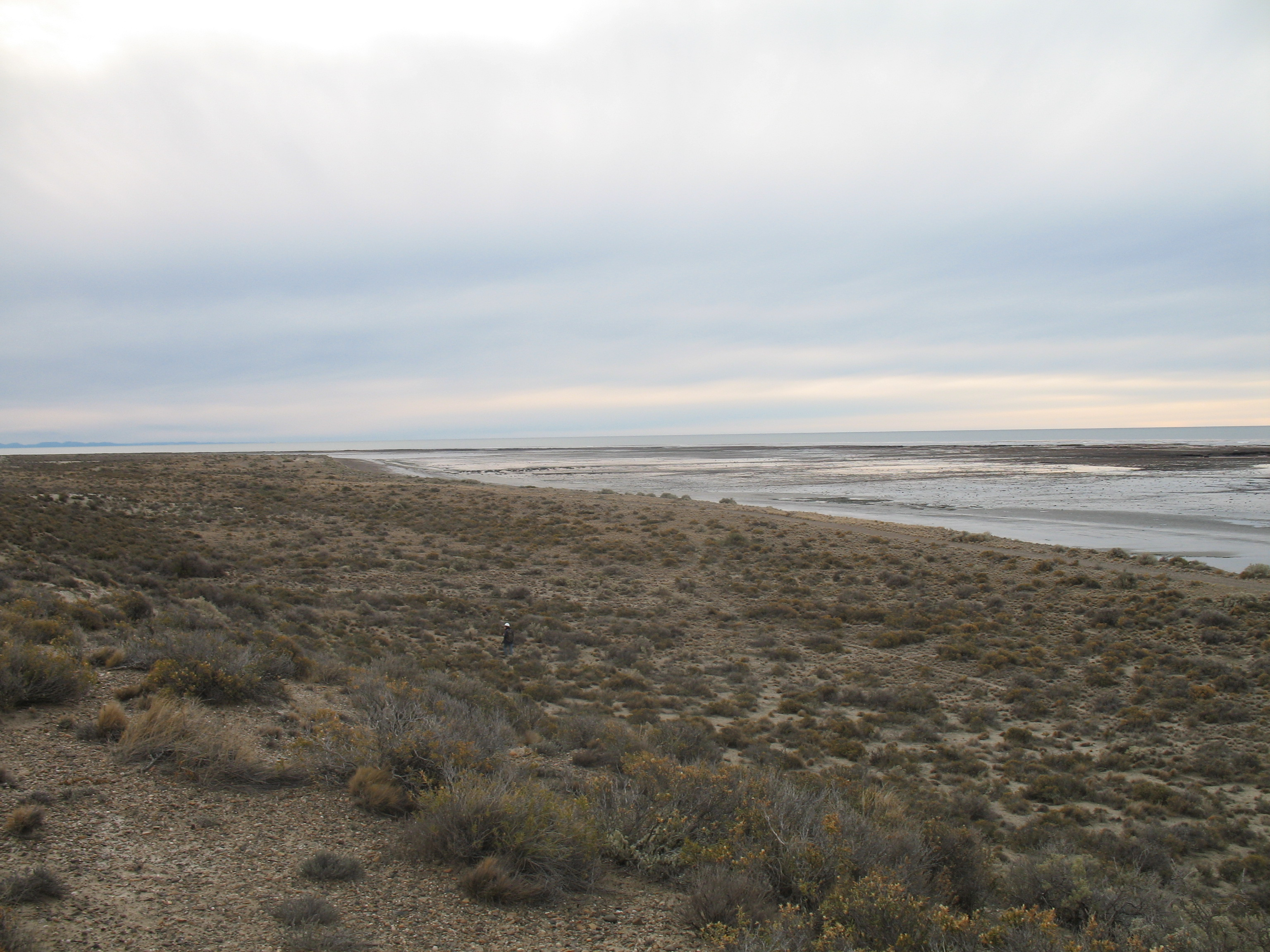
Vista hacia el norte de la playa de Punta Murphy.

La punta Murphy, es un accidente geográfico costero ubicado en el departamento Deseado de la provincia de Santa Cruz (Argentina), más específicamente en la posición 46°38′34.21″S 67°16′5″O / -46.6428361, -67.26806. Se ubica en la costa centro-sur del golfo San Jorge, a aproximadamente 25 kilómetros en línea recta de la ciudad de Caleta Olivia. La punta está conformada por un paleoacantilado de rocas sedimentarias de origen terciario y cordones litorales de origen holocénico.
En las cercanías se encuentra un pecio ubicado en la plataforma de abrasión o restinga que se descubre totalmente durante la bajamar.